# Шидловський Петро
Шидловський Петро (1892–1986) — український хірург й анатом родом з м. Володави на Холмщині. Вчився у Варшавському і Московському університетах (1916), доцент кафедри оперативної хірургії та анатомії Київського медичного інституту (1921–1935), професор Вінницького медичного інституту (1935–1936) та директор пропедевтичної хірургічної клініки Київського медичного інституту (1936–1943). З 1943 р. на еміграції. Професор хірургії та декан медичного факультету університету УНРРА в Мюнхені (1946–1948); хірург ІРО у лікарнях Західної Німеччини. З 1954 p. у Детройті (США). Автор бл. 120 праць з хірургії, анатомії та історії медицини українською, російською, німецькою та англійською мовами.